# Betterov

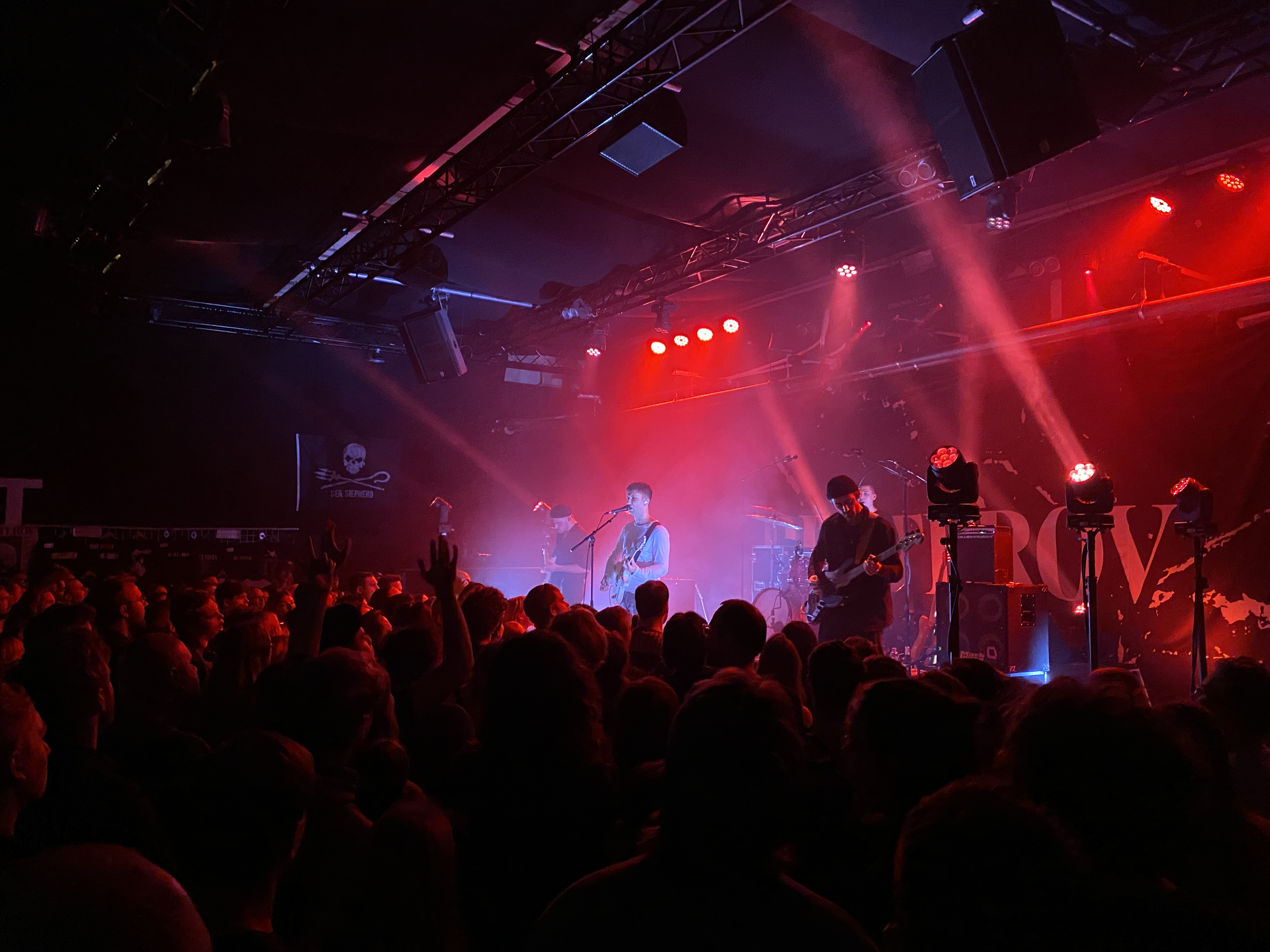
Betterov live in Frankfurt am Main (2022)

Betterov (bürgerlich Manuel Bittorf; geboren am 7. Februar 1994 in Bad Salzungen) ist ein deutscher Musiker.

## Leben und Karriere
Seit seiner Kindheit ist Betterov großer Fan von Bruce Springsteen. Vor allem der Song Thunder Road, sein Lieblingslied, spielten während Betterovs musikalischer Sozialisation eine prägende Rolle. Außerdem zählen The Doors und Grand Funk Railroad zu den Lieblingsbands von Betterov. Inspiriert von der Grunge-Band Nirvana erlernte Manuel Bittorf mit etwa 13 Jahren ein erstes Spielen auf der Gitarre. Er begann eine Ausbildung zum Industriemechaniker bei Bosch in Eisenach. Diese brach er jedoch ab, um sein Abitur zu machen. Nebenbei betrieb er Leichtathletik. Seine musikalische Ausbildung erfolgte an Klavier, Violine und Gitarre, zudem erhielt er Gesangsunterricht.
An einem freien Eisenacher Theater war er zwei Jahre lang für die musikalische Produktion verantwortlich. Dabei beschäftigte er sich mit dem literarischen Werk von Georg Büchner, etwa mit dem Dramenfragment Woyzeck. Besonders die sphärische Filmmusik der Woyzeck-Verfilmung von Regisseur Nuran David Calis mit Hauptdarsteller Tom Schilling wirkte auf ihn geistig anregend. Anschließend zog er nach Berlin, wo er unter anderem im Vorprogramm der Kaiser Chiefs und in Clubs auftrat.
Betterov nahm am Bandpool teil, einem Förderprogramm der Popakademie Baden-Württemberg. Der Künstlername Betterov ist, so Bittorf in einem Gespräch mit Radio Eins, sowohl durch die Figur Betterøv aus dem dänischen Film Die Olsenbande fährt nach Jütland sowie durch seinen eigenen Nachnamen inspiriert.
Im März 2020 erschien die EP Viertel vor Irgendwas mit sechs zwischen Indierock und Post-Punk angesiedelten Songs in deutscher Sprache. Im Herbst 2020 folgten die Songs Platz am Fenster und Alles leuchtet ein. Im Januar 2021 veröffentlichte Betterov eine Unplugged-Version von Angst. Zusammen mit Chris Farren begleitete er im Sommer 2022 die Band The Gaslight Anthem auf deren Reunion-Tour durch Deutschland.
Im Oktober 2022 erschien das von Tim Tautorat am Mischpult produzierte Debütalbum Olympia bei Universal und erreichte Platz 5 in den deutschen Albumcharts. Ein Jahr später wurde das Album als Deluxe-Edition Olympia Ehrenrunde wiederveröffentlicht, es enthielt ein paar neue Lieder und Kollaborationen mit Künstlern wie Provinz, Jeremias, Paula Hartmann und Blumengarten.
Im April 2025 erschien die neue Single In meinem Zimmer spielen sich Dramen ab als erster Vorbote seines zweiten Albums. Am 17. und 18. Juli 2025 veröffentlichte Betterov die beiden Singles 17. Juli 1989 und 18. Juli 1989, die die Flucht seines Vaters aus der DDR und die Nachwirkungen auf seine Familie an eben diesen Tagen behandeln.

## Diskografie

### Studioalben
- 2022: Olympia
- 2023: Olympia (Ehrenrunde Deluxe)

### EPs
- 2020: Viertel vor Irgendwas
- 2021: Betterov & Friends - Live in Concert (Die Dussmann Session)

### Singles
- 2019: Dynamit
- 2020: Angst
- 2020: Irrenanstalt
- 2020: Alles leuchtet ein
- 2020: Platz am Fenster
- 2021: Angst (Unplugged)
- 2021: Dussmann
- 2022: Bring mich nach Hause
- 2022: Risse (mit Yukno)
- 2022: Der Teufel steckt im Detail (mit Fatoni)
- 2022: Berlin ist keine Stadt
- 2022: Die Leute und ich
- 2022: Bis zum Ende
- 2022: Schlaf gut
- 2023: Jil Sander Sun
- 2023: Mein Leben ist monoton (mit Provinz)
- 2024: Lied vom donnernden Leben (mit Wolf Biermann)
- 2025: In meinem Zimmer spielen sich Dramen ab
- 2025: So high
- 2025: 17. Juli 1989
- 2025: 18. Juli 1989